# 波耶斯特尔
波耶斯特尔（法語：Pollestres，法語發音：[pɔjɛstʁ] ⓘ）是法国东比利牛斯省的一个市镇，位于该省东部，属于佩皮尼昂区。波耶斯特尔位于省会佩皮尼昂市区以南，是佩皮尼昂城市公共社区的一部分。

## 地理
波耶斯特尔（42°38'16"N, 2°52'1"E）面积8.3 平方千米，位于法国奧克西塔尼大區东比利牛斯省，该省份为法国大陆部分最南部的省份，涵盖了北加泰罗尼亚，北起奥德省，西接阿列日省和安道尔，南与西班牙接壤，东临地中海。
与波耶斯特尔接壤的市镇（或旧市镇、城区）包括：佩皮尼昂、拉奥新城、蒙泰斯科、巴日、蓬泰亚、卡诺埃斯。
波耶斯特尔的时区为UTC+01:00、UTC+02:00（夏令时）。

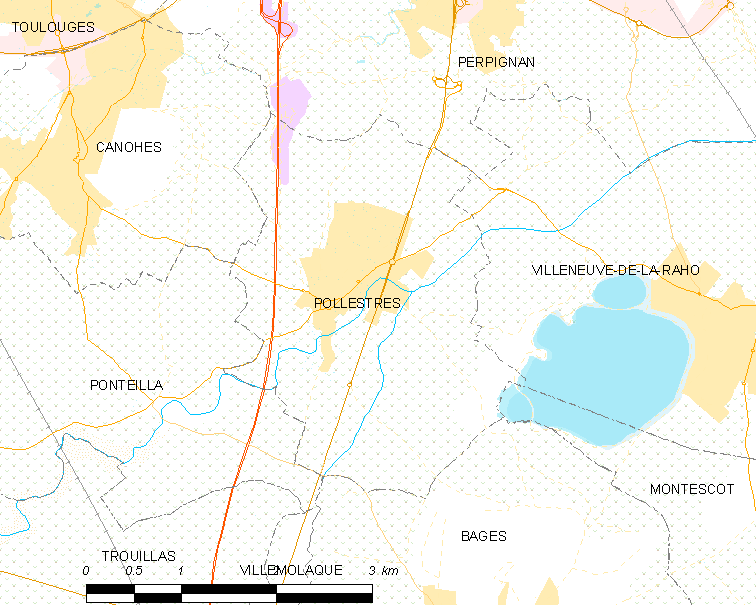
波耶斯特尔的OSM定位图

## 行政
波耶斯特尔的邮政编码为66450，INSEE市镇编码为66144。

## 政治
波耶斯特尔所属的省级选区为莱萨斯普尔县。

## 人口

1962-2008年间波耶斯特尔人口变化图示

波耶斯特尔于2022年1月1日时的人口数量为5489人。